# آندری کراماریچ
آندری کراماریچ (کرواتی: Andrej Kramarić؛ زادهٔ ۱۹ ژوئن ۱۹۹۱) بازیکن فوتبال اهل کرواسی است که در تیم ملی فوتبال کرواسی بازی کرده‌است.